# Маккарти (остров)
Макка́рти (англ. MacCarthy Island) — остров в Гамбии, на реке Гамбия. Расположен примерно в 272 км от устья реки. На острове расположен город Яньянбуре, являющимся вторым по величине городом в стране. Маккарти пользуется популярностью среди любителей дикой природы. Также на нём расположена крупнейшая в Гамбии тюрьма.

## История
Остров был впервые открыт европейцами в XV веке. В XIX веке вследствие войн между местными племенами, это был уже недееспособный торговый пост. Впоследствии остров Маккарти использовался британцами в качестве военного гарнизона для защиты торговцев. В 1832 году на острове был основан город Джорджтаун, впоследствии переименованный в Яньянбуре. Постепенно город превратился в административный и экономический центр страны.